# 藍山 (澳大利亞)
蓝山山脉位于澳大利亚新南威爾斯州悉尼以西104公里处，是該州的一处著名旅游胜地。蓝山為由一系列高原和山脉的总称，由于山上生长着不少桉树，树叶释放的气体聚集在山间，形成一层蓝色的薄雾，蓝山因此得名。蓝山卡通巴附近怪石林立，有三姐妹峰、吉诺兰岩洞、温特沃思瀑布及鸟啄石等天然名胜。同时以其丰富的澳洲原住民文化遗产而闻名。由蓝山山脈的部分地區及附近地區組成的大蓝山区于2000年列入世界自然遗产名錄。

## 地理概况
蓝山山脉国家公园占地近2,000平方千米，以格罗斯河谷为中心，峰峦陡峭，涧谷深邃。山区由三叠纪块状坚固砂岩积累而成，怪石林立，曾是当时欧洲移民向西推进的障碍。1813年欧洲人布拉斯兰·劳森经历艰险跨越山区到内地，入山处当时植有纪念树，至今残干尚存，成为当年拓荒者的遗迹之一。

## 卡通巴

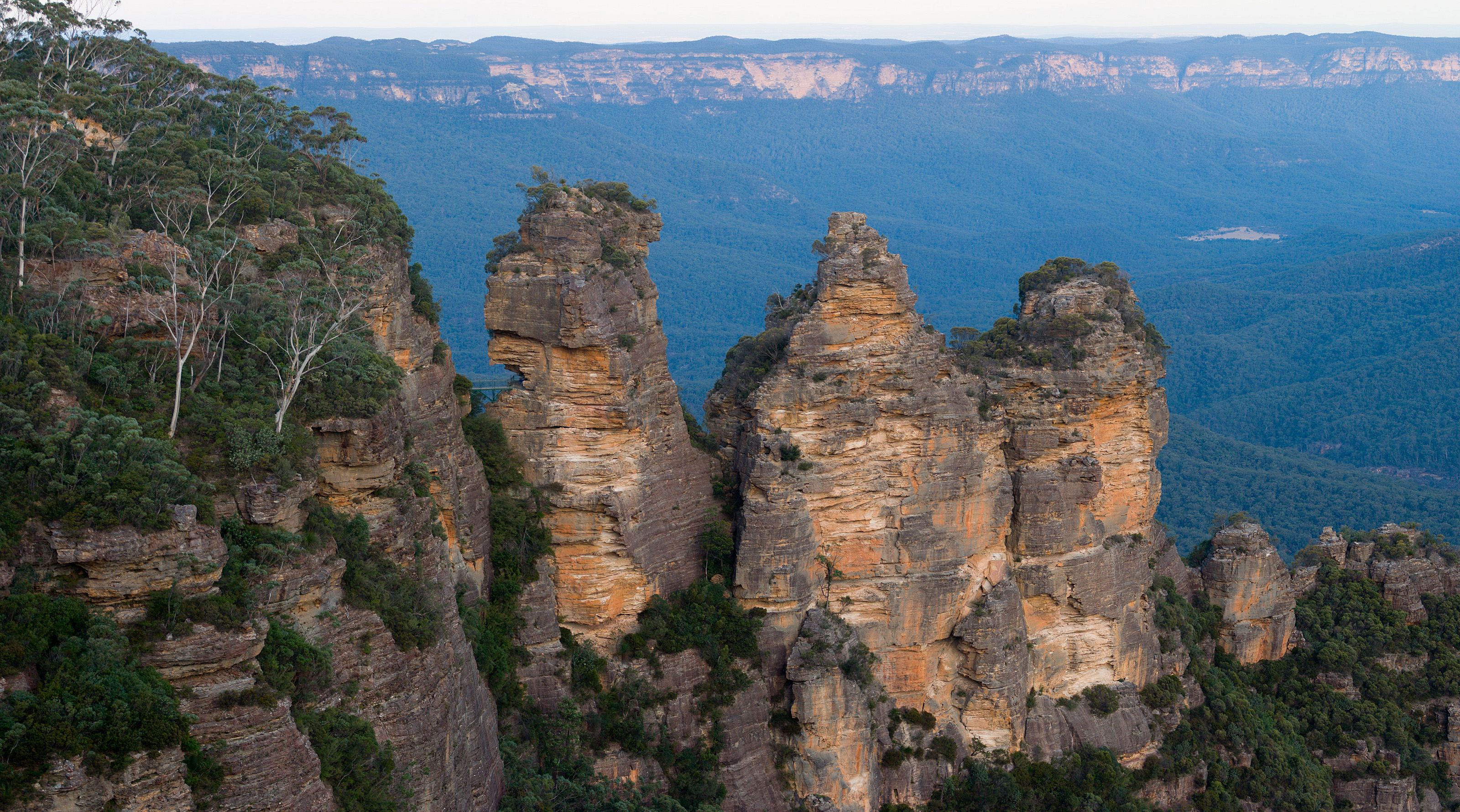
三姐妹峰

卡通巴（Katoomba）位于蓝山国家公园边缘，是蓝山地区的核心游览镇区，从悉尼市区可以乘坐铁路蓝山线（Blue Mountains Line，BMT）直接到达，回音角（Echo Point）、三姐妹峰（Three Sisters）和蓝山景观世界（Scenic World）均位于镇上，可以在镇上搭乘公交车前往。

### 蓝山景观世界
蓝山景观世界（Scenic World）设有两条缆车、一条轨道小火车和一条步行道，其中缆车和火车购票后可无限制乘坐。

### 回音角
是前往三姐妹峰（The Three Sisters）的入口所在，也可以在这里远眺三姐妹峰，还设有一个游客中心。

### 三姐妹峰
耸立在山城卡通巴附近的贾米森峡谷之畔，名為靡愛倪、溫拉和甘妮杜。三位姐妹出生在卡通巴部落，很不幸的是他們三人同時愛上了山下尼平恩（Nepean）族兄弟三人。這是有違異族縮怨與規矩，不被父輩首肯，後來因為他們的戀情而引爆了兩族的戰爭。當時有一位巫師為了保護三姐妹免受戰爭的威脅就把她們變成石頭。然而最後巫師卻戰死，剩下守山谷的三姐妹岩，因此三姐妹岩成了藍山最聞名的名勝。藍山裏三座岩石分別為922公尺，918公尺和906公尺。
1958年曾在此建载客索道。
- 藍山與雪梨市區交通 （页面存档备份，存于）